# Playboy TV
Playboy TV est une chaîne de télévision payante américaine diffusant des programmes de charme sur le câble et le satellite, lancée le 1er novembre 1982 par Playboy Enterprises. La société MindGeek dirige la chaîne depuis 2011.
Elle possède de nombreuses déclinaisons au Brésil, en Nouvelle-Zélande, au Royaume-Uni, en Espagne, au Portugal, en Irlande et en France.
Playboy TV dispose également des chaînes Spice Extrême, The Adult Channel et les chaînes en pay-per-view Climax 1, 2 et 3.

## Programmation
Le contenu des émissions de Playboy TV est plus explicite que le contenu des magazines Playboy. Playboy TV montre l'acte sexuel jusqu'à la pénétration mais aucune éjaculation. Ceci est dû au fait que les programmes doivent pouvoir être compatibles avec les différentes juridictions (notamment celle de l'Utah qui limite ce qui peut être montré à la télévision).

## Canada
Des films et émissions de Playboy TV ont fait leur apparition depuis 1983 sur les chaînes payantes telles que The Movie Network et Super Écran. La chaîne Playboy TV a été ajoutée en 1997 dans la liste des services par satellite admissibles du CRTC.

## France
En France, elle diffusait ses programmes sur Canalsat, tous les soirs de 20 h 30 à 5 h du matin.
La chaîne est relancée en France le 23 janvier 2019 sur Freebox TV.

## Récompenses
- 2007 : UK Adult Film and Television Awards Pay-per-view Channel of the Year[réf. nécessaire]

## Émissions
- 7 Lives Exposed (7 Lives Xposed)
- Adult Stars Close Up
- The BANG
- Busted
- The Extrême Truth
- Foursome
- The Helmetcam Show
- Jenna's American Sex Star
- Latin Lover
- Luli in Love
- Naughty Amateur Home Videos
- Night Calls
- Private Calls
- Queen of Clubs
- Sexcetera
- Sex Court
- Sexy Girls Next Door
- Sexy Urban Legends
- Stripsearch
- Totally Busted
- Tour Girls
- X-Mates
- Surfing Attraction